# Szemere utca
Szemere utca est une rue de Budapest, située dans le quartier de Lipótváros (5e arrondissement).